# メ＝ゾシ県
メ＝ゾシ県（メ＝ゾシけん、ポルトガル語: Distrito de Mé-Zóchi）は、サントメ・プリンシペのサントメ州を構成する県の一つである。県都はトリンダーデである。人口は53,000人（2020年推定）。